# Shankarpur
Shankarpur est un village balnéaire et un port de pêche situé à 14 km à l'est de Digha (en) dans le Bengale occidental, en Inde,.

## Géographie
Shankarpur est situé dans le District de Purba Medinipur de l'État du Bengale occidental. Shankarpur est une destination balnéaire le long de la route Digha - Contai (en). Il se trouve à environ 185 km de la capitale Calcutta et à environ 14 km de Digha,,.